# St. Nikolai (Ording)

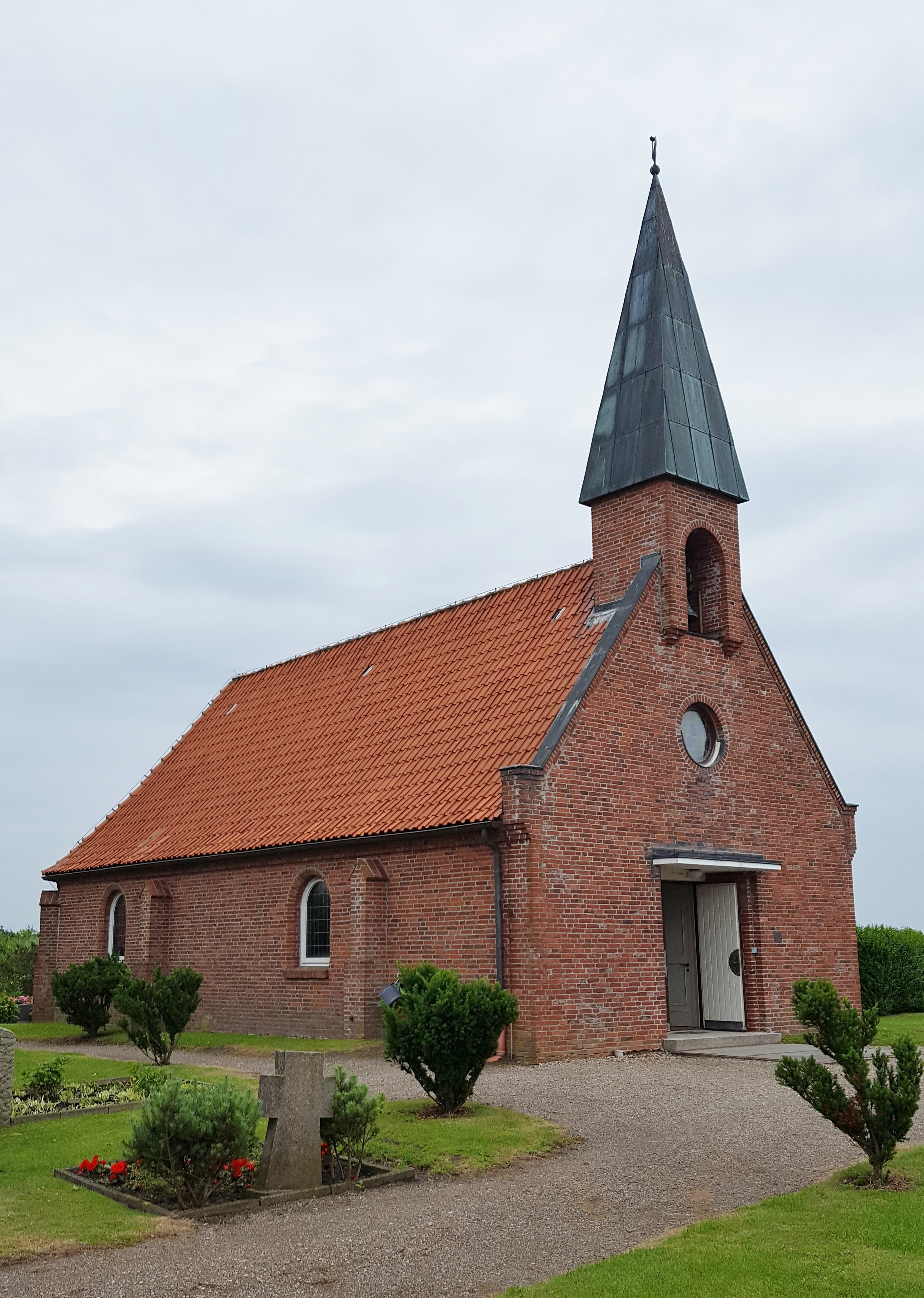
St. Nikolai (Ording)

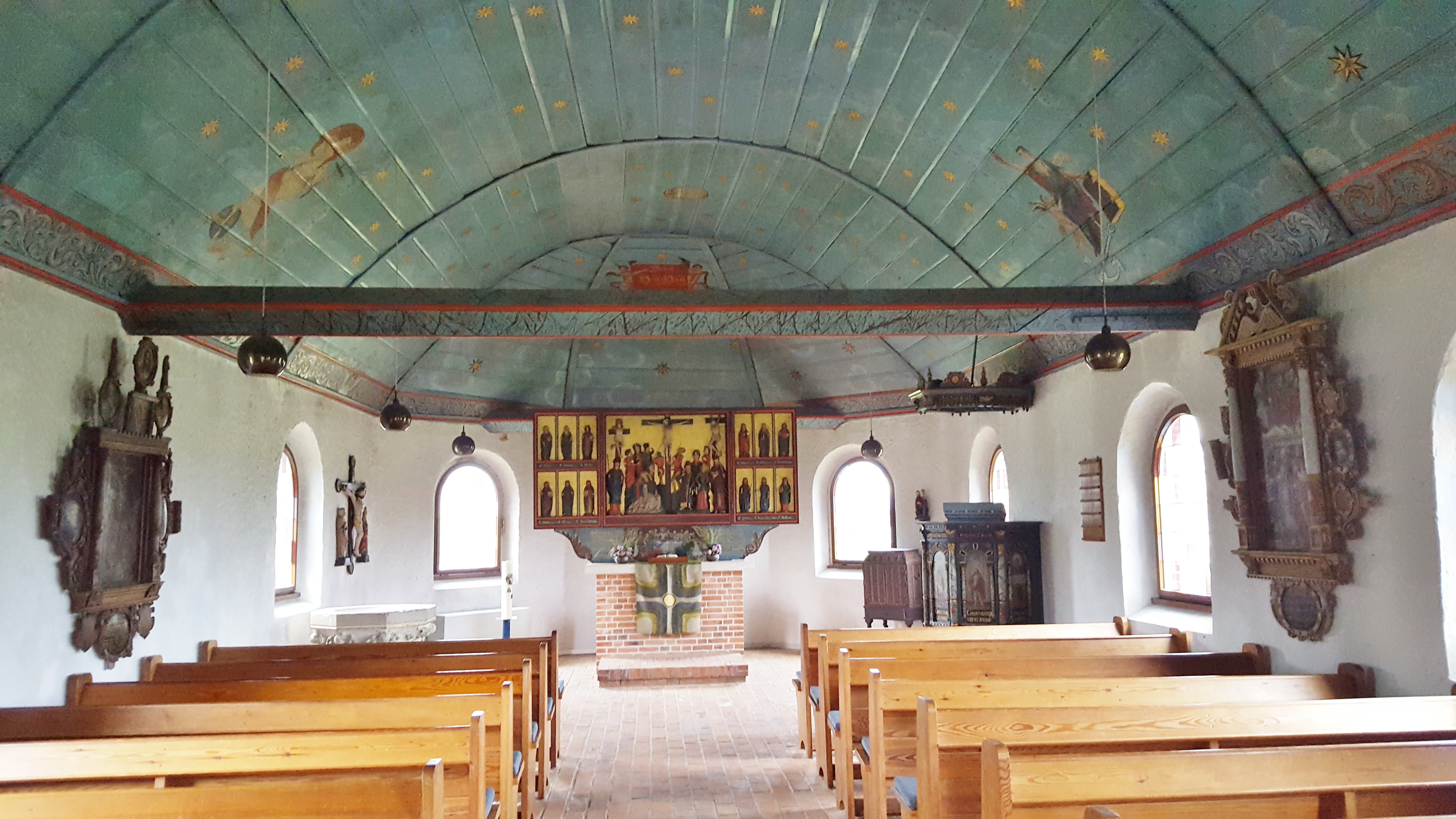
Innenansicht

Die Kirche St. Nikolai ist ein nach dem Denkmalschutzgesetz von Schleswig-Holstein geschütztes Kulturdenkmal mit der Objekt-ID 1370 im Gemeindeteil Ording der Gemeinde Sankt Peter-Ording im Kreis Nordfriesland in Schleswig-Holstein. Die Kirchengemeinde gehört zum Kirchenkreis Nordfriesland der Evangelisch-Lutherischen Kirche in Norddeutschland.

## Beschreibung
Die Saalkirche wurde 1724 im Stil des norddeutschen Barock aus Backsteinen gebaut, nachdem die Vorgängerkirche wegen Wanderdünen aufgegeben werden musste. Sie besteht aus einem Langhaus, das im Osten dreiseitig abgeschlossen ist. In der Fassade im Westen befindet sich das Portal. Über dem Giebel erhebt sich ein Giebelreiter, in dem eine Kirchenglocke hängt und der mit einem spitzen Helm bedeckt ist. 
Der Innenraum ist mit einem Tonnengewölbe überspannt, das 1758 mit naiver Malerei versehen wurde. Zur Kirchenausstattung gehören ein Flügelaltar von 1460, der von Statuen der Apostel umgeben ist und der auf der Predella von 1729 steht, die 1640 aufgestellte Kanzel und das Taufbecken aus dem 16. Jahrhundert.